# Alphonse Rio
Pour les articles homonymes, voir Rio.
Alphonse Jean Marie Rio, né le 28 octobre 1873 à Carnac (Morbihan) et mort le 13 novembre 1949 à Paris (7e), est un navigateur de commerce au long cours et homme politique français.

## Biographie
Il exerce d'abord le métier de marin de commerce et, comme capitaine au long cours, il a l'occasion de franchir le Cap Horn à plusieurs reprises. Fils d'armateur, il ne profite pas des largesses paternelles, mais veut se débrouiller par lui-même. Il débute en bas de l'échelle, au sens propre comme au sens figuré, puisqu'il passe par l'étape de gabier sur les derniers grands voiliers français. Il entre ensuite dans l'administration et devient, en 1909, inspecteur de la navigation.
Engagé volontaire en 1914, il commande un patrouilleur sous-marin et sert dans la protection des convois de l'Armée d'Orient et dans l'organisation du débarquement des troupes américaines, ce qui l'amène à effectuer une mission aux États-Unis en 1917.
Il fait partie des 6 ministres qui, lors du dernier conseil des ministres du cabinet Reynaud le 15 juin 1940, souhaitent la poursuite des combats et refusent la proposition Chautemps de demander les conditions d'un armistice à l'Allemagne (les autres étant Delbos, Marin, Monnet, Rollin, Sérol, contre 13 ministres en faveur de la proposition Chautemps : Baudouin, Bouthillier, Chautemps, Chichery, Eynac, Frossard, Jules-Julien, Pernot, Pétain, Pomaret, Queuille, Thellier, Ybarnégaray).

## Fonctions politiques

### Fonctions électives
- Il est élu député du Morbihan en 1919 sur la liste d'Union républicaine, mais préfère se faire élire au Sénat en 1924. Il siège alors dans le groupe Républicain socialiste.
- Il est élu représentant à la première Assemblée constituante en 1945, mais échoue aux deux élections législatives de 1946.
- Il est sénateur du Morbihan de 1924 à 1940. Il siège dans le groupe de la Gauche démocratique. Il vote les pleins pouvoirs au maréchal Pétain en 1940.

- Maire de Quiberon en 1919 à 1929.

### Fonctions gouvernementales
- Sous-secrétaire d'État à la Marine Marchande du 17 janvier 1921 au 12 janvier 1922 dans le gouvernement Aristide Briand (7)
- Sous-secrétaire d'État à la Marine Marchande du 12 janvier 1922 au 26 mars 1924 dans le gouvernement Raymond Poincaré (2)
- Sous secrétaire d'État à la Marine Militaire du 2 mars 1930 au 4 décembre 1930 dans le gouvernement André Tardieu (2)
- Ministre de la Marine Marchande du 13 décembre 1930 au 22 janvier 1931 dans le gouvernement Théodore Steeg
- Ministre de la Marine Marchande du 14 septembre 1939 au 20 mars 1940 dans le gouvernement Édouard Daladier (5)
- Ministre de la Marine Marchande du 20 mars au 16 juin 1940 dans le gouvernement Paul Reynaud

## Décorations
- Commandeur de l'ordre du Mérite maritime, de droit en tant que ministre de la Marine marchande[3].